# Saison 2 de Feud
 (mars 2024).
Si vous disposez d'ouvrages ou d'articles de référence ou si vous connaissez des sites web de qualité traitant du thème abordé ici, merci de compléter l'article en donnant les références utiles à sa vérifiabilité et en les liant à la section « Notes et références ».
Chronologie
Bette et Joan
Feud : Les Trahisons de Truman Capote (Feud: Capote vs The Swans) est la deuxième saison de la série d'anthologie américaine Feud.
La deuxième saison sera diffusée à partir du 31 janvier 2024 sur la chaîne FX puis sur la plateforme de streaming Hulu aux États-Unis. En France, elle est diffusée depuis le 1er février 2024 sur Canal+.
Le scénario est inspiré du livre Capote's women: A true story of love, betrayal, and a swan song for an era, de Laurence Leamer.

## Synopsis
Le célèbre écrivain Truman Capote poignarde dans le dos plusieurs de ses amies - qu'il appelait ses "cygnes" - en publiant un roman intitulé La Côte Basque 1965 dans Esquire en 1975.

## Distribution

### Personnages principaux
- Naomi Watts : Babe Paley
- Diane Lane : Slim Keith
- Chloë Sevigny : C. Z. Guest
- Calista Flockhart : Lee Radziwill
- Demi Moore : Ann Woodward
- Molly Ringwald : Joanne Carson
- Treat Williams : William Paley
- Joe Mantello : Jack Dunphy
- Russell Tovey : John O'Shea
- Tom Hollander : Truman Capote

### Personnages récurrents
- Jessica Lange : Lillie May Faulk

## Épisodes

### Épisode 1:Pilot
- États-Unis /  Canada : 31 janvier 2024 sur FX
- France : 1er février 2024 sur Canal+ Séries (en VOSTFr)

- États-Unis : 461 000 téléspectateurs (première diffusion)

### Épisode 2:Garder son sang-froid
- États-Unis /  Canada : 31 janvier 2024 sur FX
- France : 1er février 2024 sur Canal+ Séries (en VOSTFr)

- États-Unis : 263 000 téléspectateurs (première diffusion)

### Épisode 3:Le bal masqué de 1966
- États-Unis /  Canada : 7 février 2024 sur FX

- États-Unis : 298 000 téléspectateurs (première diffusion)

### Épisode 4:L'impossible
- États-Unis /  Canada : 14 février 2024 sur FX

- États-Unis : 259 000 téléspectateurs (première diffusion)

### Épisode 5:La vie secrète des cygnes
- États-Unis /  Canada : 21 février 2024 sur FX

- États-Unis : 342 000 téléspectateurs (première diffusion)

### Épisode 6:Des chapeaux, des gants et des homosexuels en disgrâce
- États-Unis /  Canada : 28 février 2024 sur FX

- États-Unis : 281 000 téléspectateurs (première diffusion)

### Épisode 7:Magnifique Babe
- États-Unis /  Canada : 6 mars 2024 sur FX

- États-Unis : 297 000 téléspectateurs (première diffusion)

### Épisode 8:Le fantasme d'une absolution
- États-Unis /  Canada : 13 mars 2024 sur FX

- États-Unis : 307 000 téléspectateurs (première diffusion)